# 日立市立十王中学校
日立市立十王中学校（ひたちしりつじゅうおうちゅうがっこう）は、茨城県日立市十王町友部600にある日立市立中学校。

## 概要
2004年に日立市と十王町に合併したのを機に、日立市で開催されていた「ひたち秋祭り～郷土芸能大祭」に十王中学校が出演するという話が持ち上がり、2005年に十王鵜鳥舞が作り上げられた。十王鵜鳥舞は東京の民族歌舞団「荒馬座」と当時の教師・生徒が協力して作り上げたもので、ひたち秋祭りのほか、体育祭、十王地区運動会等で毎年披露されている。
将来的には、豊浦中学校との統合が検討されている。

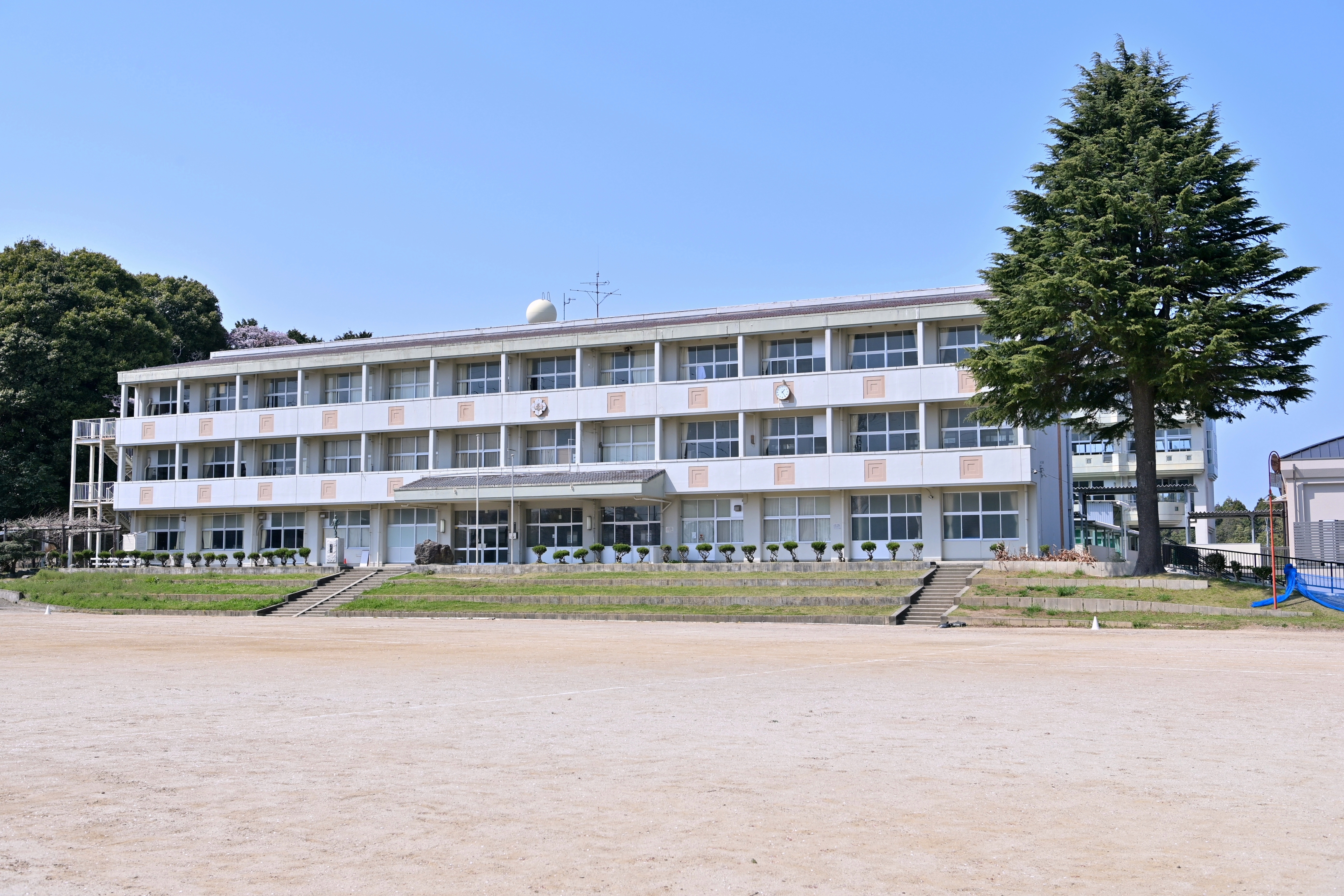
校舎
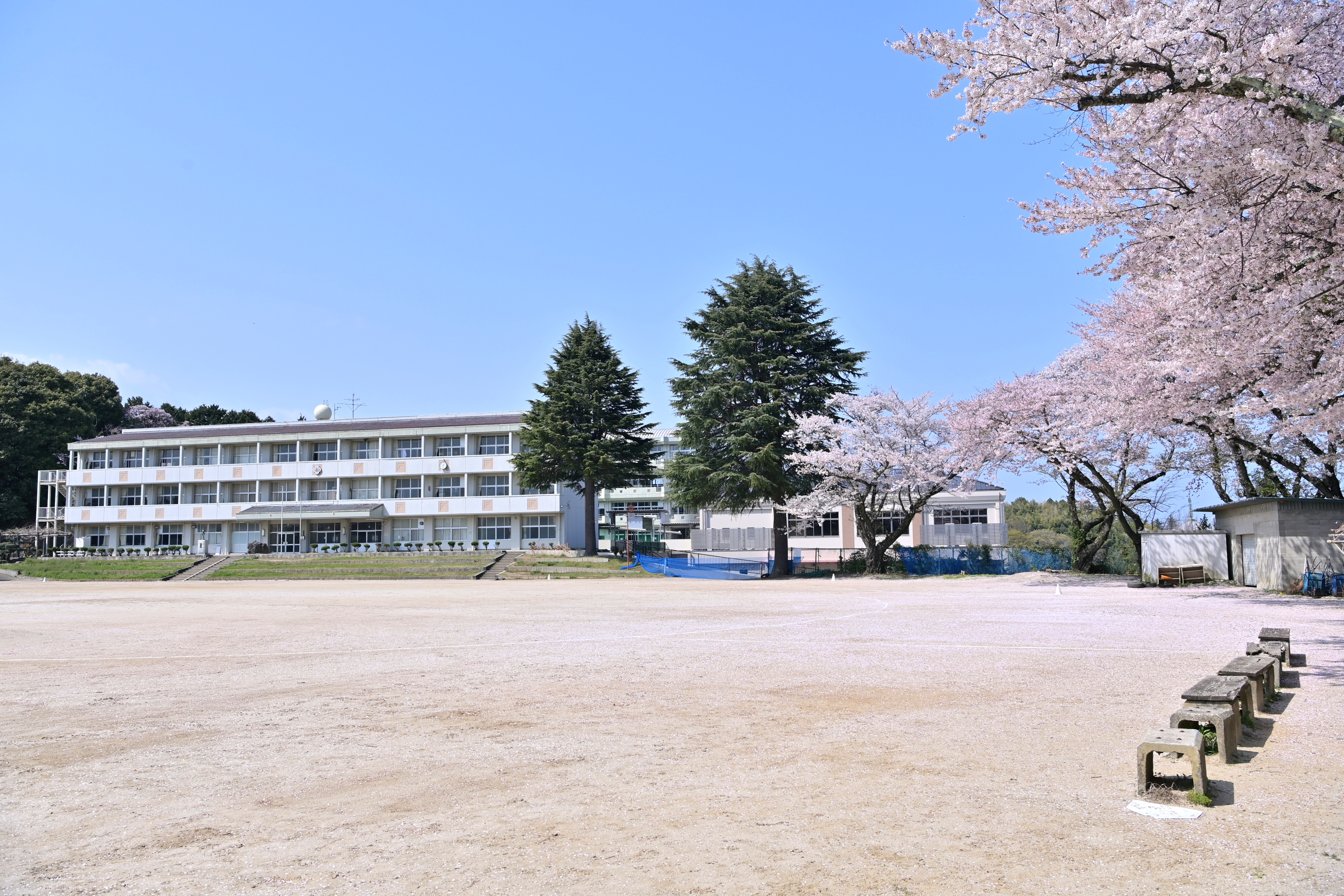
校庭
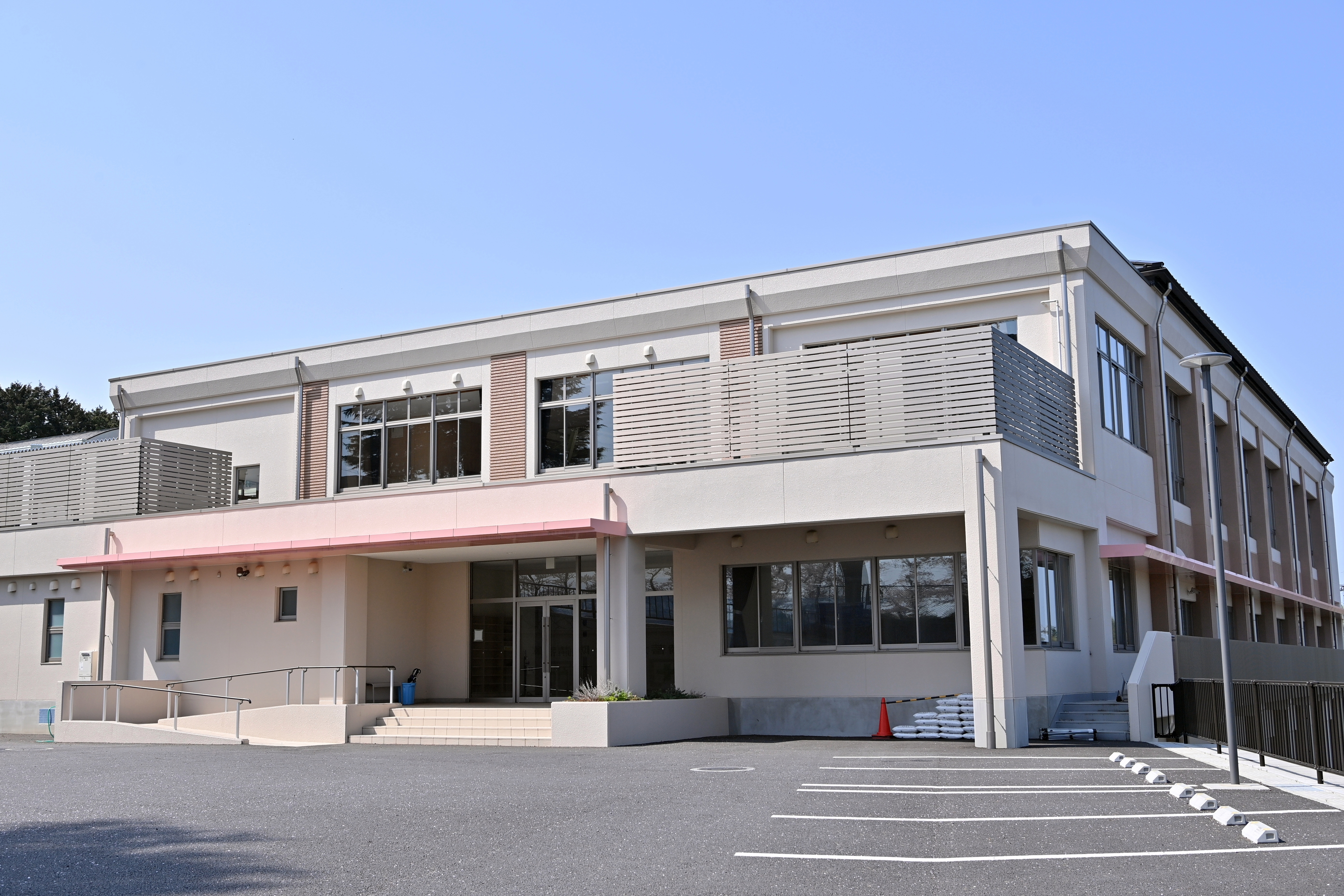
屋内運動場

## 沿革

### 年表
- 1960年4月1日 - 十王町立櫛形中学校と十王町立黒前中学校が統合し、十王町立十王中学校が誕生[7]。
- 1962年5月11日 - 新校舎落成。創立記念日とする[7]。
- 2002年度 - 文部科学省「環境のための地球観測プログラム推進事業校」に指定[7]。
- 2004年11月1日 - 日立市と十王町の合併に伴い、日立市立十王中学校に改称[8]。
- 2006年度
  - 文部科学省「第三者評価試行授業」調査協力校に指定[7]。
  - 文部科学省「少人数教育研究」調査協力校に指定[7]。
- 2009年度 - 第40回博報賞「日本文化・ふるさと共創教育部門」を受賞[9][10]。
- 2015 - 2016年度 - 生きる力をはぐくむ歯・口の健康づくり推進事業研究指定校に指定[11][12]。
- 2016 - 2018年度 - 学校体育研究推進校に指定[13][14]。
- 2019 - 2022年度 - 屋内運動場改築事業[15]。
- 2019年10月31日 - 平成31年度学校体育研究連合会最優秀校（文部科学大臣賞）を受賞[16][17][18][19]。
- 2021年3月27日 - 女子卓球部が第22回全国中学選抜卓球大会に出場[20]。
- 2021年度
  - 武道等指導充実・資質向上支援事業（武道推進モデル校）に指定[21][22][23][24]。
  - オリンピック・パラリンピック教育推進校となる[25][26]。
- 2021年8月5日 - 茨城県総合体育大会 女子団体の部総合優勝（19年ぶり2回目）[27][28]。
- 2022年
  - 1月4日 - 8日 - 女子バスケットボール部が2021年度 第2回全国U15バスケットボール選手権大会に出場[29][30]。
  - 3月22日 - 屋内運動場が完成[31]。
  - 5月 - 旧体育館の解体作業が本格的に開始[32]。
- 2022年度 - 令和4年度茨城県民総合体育大会 中学校団体の部 女子総合第2位[33]。
- 2023年度 
  - 学びのイノベーション推進プロジェクト（数学）研究指定校に指定[34]。
  - 運動部活動の地域移行に向けた実証事業の対象校に指定[35]。

## 教育方針
（出典：）
学校教育目標
ふるさと十王を愛し、未来に向かって、心豊かに たくましく生きる生徒の育成
学校経営の方針
生徒が自ら学び実践し 心豊かで 心身ともにたくましく生きることができる十王中をつくる

## 学校行事
2024年度年間行事予定表より
- 4月
  - 始業式・着任式・入学式
  - 生徒会オリエンテーション
  - 全国学力学習状況調査
  - 生徒総会
- 5月
  - スポーツフェスティバルI（体育祭）
  - 県北陸上
- 6月
  - 3年修学旅行
  - 1年心ゆたかな体験学習
- 7月 
  - 県北総体・県総体
  - 県総体陸上
  - 1年普通救急救命講習
  - 後期生徒会役員選挙
  - 終業式

- 8月
  - 十王祭り
  - 関東大会
- 9月
  - 始業式
  - 1年心ゆたかな体験学習
  - 2年職場体験学習
  - 部活動引き継ぎ・新人壮行会
  - 県新人陸上
- 10月
  - ひたち秋まつり
  - 十王地区運動会
  - 県北新人・県新人
  - 体力づくり集会
- 11月 
  - 山の尾祭（文化祭）
- 12月
  - 終業式

- 1月
  - 始業式
  - 1・2年県学力診断テスト
  - 新入生保護者説明会
- 2月
  - 新入生体験学習
  - 2年スキー宿泊学習
  - 県立高校学力検査
- 3月
  - 3年生を送る会
  - 卒業証書授与式
  - 前期生徒会役員選挙
  - 修了式

## 部活動
（出典：）

### 運動部
- 軟式野球部
- サッカー部
- 男子ソフトテニス部
- 女子ソフトテニス部
- 男子バスケットボール部
- 女子バスケットボール部
- 男子バレーボール部
- 女子バレーボール部
- 男子卓球部
- 女子卓球部
- 剣道部

### 文化部
- 吹奏楽部
- 工芸部
- パソコン部

## 通学区域
（出典：）
- 日立市十王町

## 進学前学校
- 日立市立櫛形小学校
- 日立市立山部小学校

## 学区内の主な施設
- 日立市役所十王支所・茨城県県北生涯学習センター
- 十王交流センター
- 日立市立十王図書館
- 十王スポーツ広場・十王総合健康福祉センター（Jホール）
- 国民宿舎鵜の岬
- 伊師浜海水浴場
- いぶき山イブキ樹叢 - 国の天然記念物

## 交通
- JR常磐線 十王駅より徒歩約20分[40]